# Copa do Mundo FIFA de Futebol de Areia de 2011
A Copa do Mundo FIFA de Futebol de Areia de 2011 foi realizada no Stadio del Mare, uma arena temporária construída na Marina de Ravena em Ravena, na Itália entre os dias 1 e 11 de setembro. Foi a 16ª edição do campeonato, a sexta organizada pela FIFA.
Foi também a terceira edição realizada em outra localidade a não ser no Brasil, após as edições de 2008, que teve lugar em Marselha, na França, e 2009 no Dubai, nos Emirados Árabes Unidos. As edições anteriores a 2005 não eram regidos pela FIFA e foram organizadas pela Beach Soccer Worldwide sob o nome "Campeonato Mundial de Futebol de Areia".
Antes realizada anualmente, a Copa do Mundo passou a ocorrer a cada dois anos. Após as quatro edições anteriores terem sido vencidas pelo Brasil, a Rússia sagrou-se campeã pela primeira vez nesse novo ciclo com uma vitória por 12 a 8 na final contra os brasileiros.

## Equipes classificadas
As equipes classificadas para a competição foram:
| Zona asiática - Irã - Japão - Omã Zona africana - Nigéria - Senegal Zona sul-americana - Brasil - Argentina - Venezuela | Zona da Oceania - Taiti Zona europeia - Portugal - Rússia - Suíça - Ucrânia Zona norte, centro-americana e caribenha - El Salvador - México País anfitrião - Itália |

## Árbitros
Esta é a lista de árbitros que atuaram na Copa do Mundo de Futebol de Areia de 2011:
| CAF - MRI David Adolphe - MAD Said Hachim - NGR Jelili Ogunmuyiwa AFC - UAE Ebrahim Al-Mansory - MAS Suhaimi Mat Hassan - JPN Tasuko Onodera - THA Suwat Wongsuwan OFC - SOL Hugo Pado | CONCACAF - PAN Óscar Arosemena - GUA Miguel López - SLV Óscar Velázquez CONMEBOL - URU Javier Bentancor - ECU José Cortez - CHI René de la Rosa - BRA Ivo de Moraes - ARG Juan Rodríguez | UEFA - TUR Serdar Akçer - RUS Alexander Berezkin - ESP Rubén Eiriz - NED Michael Medina - HUN István Meszáros - ITA Roberto Pungitore - POL Tomasz Winiarczik - SUI Christian Zimmermann |

## Fase de grupos
As 16 equipes classificadas foram divididas em quatro grupos de quatro equipes cada. Todas se enfrentaram dentro dos grupos, num total de três partidas. O vencedor e o segundo colocado de cada grupo avançaram as quartas-de-final.
|  | Equipes classificadas às quartas-de-final |
|  | Equipes eliminadas                        |

Todas as partidas seguem o fuso horário local (UTC+2).

### Grupo A
| Seleção | P | J | V | V+ | D | GP | GC | SG |
| ------- | - | - | - | -- | - | -- | -- | -- |
| Itália  | 7 | 3 | 1 | 2  | 0 | 13 | 12 | +1 |
| Senegal | 5 | 3 | 1 | 1  | 1 | 17 | 15 | +2 |
| Suíça   | 3 | 3 | 1 | 0  | 2 | 16 | 15 | +1 |
| Irã     | 0 | 3 | 0 | 0  | 3 | 13 | 17 | -4 |

| 1 de setembro | Suíça                                                                               | 8 – 8 (pro) | Senegal                                                                     | Marina de Ravena, Ravena                   |
| 17:00         | Stankovic 7', 20', 22' · M. Jäggy 18', 33' · Sylla 25' (g.c.), 28' (g.c.) · Leu 33' | Relatório   | Koukpaki 3', 4', 22' · Mbaye 6' · Sylla 11', 24' · Bakhoum 14' · Diagne 20' | Público: 4 500 Árbitro: ARG Juan Rodríguez |

|           |       | Penalidades |  |
| Stankovic | 0 – 1 | Koukpaki    |  |

| 1 de setembro | Itália                                                                     | 6 – 6 (pro) | Irã                                                                       | Marina de Ravena, Ravena                     |
| 18:30         | Soria 8' (pen), 29' · Marrucci 20' · Gori 20' · Corosiniti 27' · Palma 29' | Relatório   | Hassani 6' (pen) · Naderi 13' · Abdollahi 16', 28' · Boulokbashi 22', 36' | Público: 5 000 Árbitro: URU Javier Bentancor |

|                                 |       | Penalidades                                    |  |
| Feudi Soria Palma Gori Palmacci | 5 – 4 | Mokhtari Naderi Boulokbashi Ahmadzadeh Mesigar |  |

| 3 de setembro | Irã                                               | 4 – 6     | Suíça                                                                                  | Marina de Ravena, Ravena                |
| 15:30         | Mokhtari 9', 21' · Ahmadzadeh 29' · Abdollahi 36' | Relatório | V. Jäggy 4' · Spaccarotella 9' · M. Jäggy 9' · Rodrigues 10' · Schirinzi 11' · Leu 36' | Público: 3 650 Árbitro: ESP Rubén Eiriz |

| 3 de setembro | Senegal                            | 4 – 4 (pro) | Itália                           | Marina de Ravena, Ravena                      |
| 18:30         | Mbaye 27', 34' · Koukpaki 36', 36' | Relatório   | Feudi 1' · Palmacci 8', 36', 36' | Público: 5 500 Árbitro: NGA Jelili Ogunmuyiwa |

|                     |       | Penalidades       |  |
| Koukpaki Fall Mbaye | 2 – 3 | Feudi Soria Palma |  |

| 5 de setembro | Irã                                         | 3 – 5     | Senegal                              | Marina de Ravena, Ravena                 |
| 15:30         | Hassani 16' · Mesigar 19' · Boulokbashi 31' | Relatório | Mbaye 1', 4' · Fall 9', 36' · Ba 24' | Público: 3 500 Árbitro: GUA Miguel López |

| 5 de setembro | Itália                          | 3 – 2     | Suíça                  | Marina de Ravena, Ravena                    |
| 18:30         | Soria 24' · Corosiniti 27', 36' | Relatório | Leu 9' · Stankovic 36' | Público: 5 500 Árbitro: HUN István Meszáros |

### Grupo B
| Seleção     | P | J | V | V+ | D | GP | GC | SG  |
| ----------- | - | - | - | -- | - | -- | -- | --- |
| Portugal    | 9 | 3 | 3 | 0  | 0 | 24 | 5  | +19 |
| El Salvador | 6 | 3 | 2 | 0  | 1 | 10 | 17 | -7  |
| Argentina   | 3 | 3 | 1 | 0  | 2 | 6  | 10 | -4  |
| Omã         | 0 | 3 | 0 | 0  | 3 | 7  | 15 | -8  |

| 1 de setembro | Argentina                              | 3 – 1     | Omã          | Marina de Ravena, Ravena                |
| 15:30         | Vivas 17' · Spinelli 21' · Larreta 27' | Relatório | Al Sinani 2' | Público: 3 000 Árbitro: ESP Rubén Eiriz |

| 1 de setembro | El Salvador                    | 2 – 11    | Portugal                                                                                                   | Marina de Ravena, Ravena                   |
| 20:00         | Ruiz 17' (pen) · Velásquez 28' | Relatório | Madjer 1', 2', 5' · Belchior 1' (pen), 32' · Coimbra 15', 27' · Alan 17', 17' · Lúcio 22' · Bruno Novo 24' | Público: 2 000 Árbitro: JPN Tasuku Onodera |

| 3 de setembro | Portugal                                | 5 – 0     | Argentina | Marina de Ravena, Ravena                       |
| 17:00         | Madjer 4', 17', 24', 34' · Belchior 23' | Relatório |           | Público: 4 500 Árbitro: RUS Alexander Berezkin |

| 3 de setembro | Omã                                | 3 – 4     | El Salvador                                                     | Marina de Ravena, Ravena                |
| 20:00         | Al Sinani 12', 34' · Al Dhabat 34' | Relatório | Ramírez 16' · Hernández 25' · Al Mukhaini 26' (g.c.) · Ruiz 36' | Público: 1 500 Árbitro: MAD Said Hachim |

| 5 de setembro | Portugal                                                                                                  | 8 – 3     | Omã                                            | Marina de Ravena, Ravena                |
| 17:00         | Madjer 3', 33' · Paulo Graça 9' · Lúcio 12', 34' · Al Araimi 18' (g.c.) · Duarte 22' (pen) · Belchior 27' | Relatório | Al Qassmi 24' · Al Mukhaini 28' · Al Rajhi 31' | Público: 4 130 Árbitro: ECU José Cortez |

| 5 de setembro | El Salvador                                          | 4 – 3     | Argentina                        | Marina de Ravena, Ravena                      |
| 20:00         | Velásquez 19' · Ruiz 24' · Membreño 32' · Torres 36' | Relatório | Franceschini 19' · Levi 19', 36' | Público: 1 330 Árbitro: NGA Jelili Ogunmuyima |

### Grupo C
| Seleção   | P | J | V | V+ | D | GP | GC | SG  |
| --------- | - | - | - | -- | - | -- | -- | --- |
| Rússia    | 9 | 3 | 3 | 0  | 0 | 20 | 7  | +13 |
| Nigéria   | 6 | 3 | 2 | 0  | 1 | 13 | 12 | +1  |
| Taiti     | 3 | 3 | 1 | 0  | 2 | 6  | 11 | -5  |
| Venezuela | 0 | 3 | 0 | 0  | 3 | 8  | 17 | -9  |

| 2 de setembro | Nigéria                                           | 4 – 8     | Rússia                                                                                      | Marina de Ravena, Ravena                |
| 15:30         | Olawale 6' · Tale 24' · Najare 24' · Okemmiri 25' | Relatório | Eremeev 4', 19' · Gorchinskiy 5' · Shaykov 7', 12' · Makarov 23' · Leonov 24' · Shkarin 36' | Público: 1 000 Árbitro: ECU José Cortez |

| 2 de setembro | Taiti                                                   | 5 – 2     | Venezuela               | Marina de Ravena, Ravena                    |
| 20:00         | Zaveroni 7', 20' · Bennett 16' · Amau 18' · Labaste 33' | Relatório | Quintero 7' · Longa 22' | Público: 1 500 Árbitro: HUN István Meszáros |

| 4 de setembro | Venezuela                                    | 3 – 5     | Nigéria                                     | Marina de Ravena, Ravena                    |
| 17:00         | Quintero 6' · Nwosu 19' (g.c.) · Camargo 27' | Relatório | Olawale 9', 12' · Tale 24', 27' · Nwosu 36' | Público: 3 750 Árbitro: PAN Óscar Arosemena |

| 4 de setembro | Rússia                                                                    | 5 – 0     | Taiti | Marina de Ravena, Ravena                    |
| 20:00         | Shaykov 18' · Eremeev 28' · Krasheninnikov 28' · Leonov 30' · Makarov 34' | Relatório |       | Público: 1 000 Árbitro: THA Suwat Wongsuwan |

| 6 de setembro | Venezuela                                 | 3 – 7     | Rússia                                                                     | Marina de Ravena, Ravena                       |
| 17:00         | Monsalve 11' · Landaeta 22' · Cardone 36' | Relatório | Shishin 16', 21', 22' · Shkarin 17' · Leonov 28' · Krasheninnikov 31', 35' | Público: 2 150 Árbitro: UAE Ebrahim Al-Mansory |

| 6 de setembro | Taiti        | 1 – 4     | Nigéria                                         | Marina de Ravena, Ravena                  |
| 20:00         | Zaveroni 16' | Relatório | Tale 14', 20' · Najare 20' (pen) · Okemmiri 31' | Público: 1 740 Árbitro: BRA Ivo de Moraes |

### Grupo D
| Seleção | P | J | V | V+ | D | GP | GC | SG |
| ------- | - | - | - | -- | - | -- | -- | -- |
| Brasil  | 8 | 3 | 2 | 1  | 0 | 11 | 7  | +4 |
| México  | 5 | 3 | 1 | 1  | 1 | 6  | 8  | -2 |
| Ucrânia | 3 | 3 | 1 | 0  | 2 | 8  | 6  | +2 |
| Japão   | 0 | 3 | 0 | 0  | 3 | 6  | 10 | -4 |

| 2 de setembro | Japão                     | 2 – 3     | México                                               | Marina de Ravena, Ravena                      |
| 17:00         | Yamauchi 12' · Suzuki 31' | Relatório | Rodríguez 22' (pen) · Cervantes 24' · Villalobos 30' | Público: 3 000 Árbitro: POL Tomasz Winiarczyk |

| 2 de setembro | Brasil                        | 3 – 3 (pro) | Ucrânia                                      | Marina de Ravena, Ravena                    |
| 18:30         | Benjamin 5' · Sidney 16', 27' | Relatório   | Borsuk 16' · Zborovskyi 17' · Korniichuk 24' | Público: 5 000 Árbitro: PAN Óscar Arosemena |

|             |       | Penalidades       |  |
| André Bruno | 2 – 1 | Borsuk Korniichuk |  |

| 4 de setembro | Ucrânia                                                  | 4 – 2     | Japão                | Marina de Ravena, Ravena                       |
| 15:30         | Pachev 1' · Bozhenko 19' · Zborovskyi 20' · Mozgovyy 33' | Relatório | Oda 21' · Komaki 30' | Público: 2 870 Árbitro: UAE Ebrahim Al-Mansory |

| 4 de setembro | México              | 2 – 5     | Brasil                                                                | Marina de Ravena, Ravena                       |
| 18:30         | Plata 3', 24' (pen) | Relatório | Benjamin 4' · Betinho 10' · André 17' (pen) · Buru 21' · Jorginho 24' | Público: 5 230 Árbitro: RUS Alexander Berezkin |

| 6 de setembro | Ucrânia  | 1 – 1 (pro) | México   | Marina de Ravena, Ravena                      |
| 15:30         | Butko 6' | Relatório   | Cati 33' | Público: 2 000 Árbitro: POL Tomasz Winiarczyk |

|                   |       | Penalidades          |  |
| Borsuk Yevdokymov | 0 – 1 | Villalobos Rodríguez |  |

| 6 de setembro | Brasil                        | 3 – 2     | Japão                          | Marina de Ravena, Ravena                |
| 18:30         | André 12', 27' · Benjamin 25' | Relatório | Yamauchi 5' · Komaki 19' (pen) | Público: 4 500 Árbitro: ESP Rubén Eiriz |

## Fase final
|  | Quartas de final  | Quartas de final |                |          | Semifinais     | Semifinais     |  |  | Final          | Final |
|  |                   |                  |                |          |                |                |  |  |                |       |
|  | 8 de setembro     |                  |                |          |                |                |  |  |                |       |
|  |                   |                  |                |          |                |                |  |  |                |       |
|  | Itália            | 5                |                |          |                |                |  |  |                |       |
|  | Itália            | 5                | 10 de setembro |          |                |                |  |  |                |       |
|  | El Salvador (pro) | 6                |                |          |                |                |  |  |                |       |
|  | El Salvador (pro) | 6                | El Salvador    | 3        |                |                |  |  |                |       |
|  | 8 de setembro     |                  | El Salvador    | 3        |                |                |  |  |                |       |
|  |                   | Rússia           | 7              |          |                |                |  |  |                |       |
|  | Rússia            | Rússia           | 7              | 5        |                |                |  |  |                |       |
|  | Rússia            |                  | 11 de setembro | 5        |                |                |  |  |                |       |
|  | México            | 3                |                |          |                |                |  |  |                |       |
|  | México            | 3                | Rússia         | 12       |                |                |  |  |                |       |
|  | 8 de setembro     |                  | Rússia         | 12       |                |                |  |  |                |       |
|  |                   | Brasil           | 8              |          |                |                |  |  |                |       |
|  | Brasil (pro)      | Brasil           | 8              | 10       |                |                |  |  |                |       |
|  | Brasil (pro)      | 10 de setembro   |                | 10       |                |                |  |  |                |       |
|  | Nigéria           | 8                |                |          |                |                |  |  |                |       |
|  | Nigéria           | 8                | Brasil         | 4        | Terceiro lugar | Terceiro lugar |  |  |                |       |
|  | 8 de setembro     |                  | Brasil         | 4        | Terceiro lugar | Terceiro lugar |  |  |                |       |
|  |                   | Portugal         | 1              |          |                |                |  |  |                |       |
|  | Portugal (pen)    | Portugal         | 1              | 4 (3)    | El Salvador    | 2              |  |  |                |       |
|  | Portugal (pen)    |                  |                | 4 (3)    | El Salvador    | 2              |  |  |                |       |
|  | Senegal           | 4 (2)            |                | Portugal | 3              |                |  |  |                |       |
|  | Senegal           | 4 (2)            |                |          | 3              |                |  |  |                |       |
|  |                   |                  |                |          |                |                |  |  | 11 de setembro |       |
|  |                   |                  |                |          |                |                |  |  |                |       |

Todas as partidas seguem o fuso horário local (UTC+2).

### Quartas de final
| 8 de setembro | Rússia                                                                       | 5 – 3     | México                                   | Marina de Ravena, Ravena                    |
| 15:30         | Leonov 2' · Shaykov 14' · Krasheninnikov 16' · Gorchinskiy 23' · Eremeev 27' | Relatório | Barbosa 10' · Villalobos 31' · Plata 32' | Público: 4 500 Árbitro: HUN István Meszáros |

| 8 de setembro | Portugal                                          | 4 – 4 (pro) | Senegal                                               | Marina de Ravena, Ravena                   |
| 17:00         | Madjer 5' · Belchior 5' · Torres 10' · Jordan 23' | Relatório   | Koukpaki 5' · Sylla 13' (pen), 13' · Diagne 36' (pen) | Público: 5 500 Árbitro: JPN Tasuko Onodera |

|                        |       | Penalidades      |  |
| Torres Belchior Madjer | 3 – 2 | Koukpaki Fall Ba |  |

| 8 de setembro | Itália                                       | 5 – 6 (pro) | El Salvador                                             | Marina de Ravena, Ravena                |
| 18:30         | Palmacci 4', 18', 31' (pen), 34' · Palma 15' | Relatório   | Velásquez 12', 18', 33', 38' · Ruiz 22' · Hernández 24' | Público: 5 500 Árbitro: ECU José Cortez |

| 8 de setembro | Brasil                                                                                            | 10 – 8 (pro) | Nigéria                                                                | Marina de Ravena, Ravena                       |
| 20:00         | André 10', 11', 12', 30', 37' · Anderson 16' · Buru 24' · Jorginho 33' · Benjamin 34' · Bruno 37' | Relatório    | Najare 10' · Ibenegbu 13', 16', 18', 36' · Okwuosa 15', 35' · Tale 36' | Público: 4 320 Árbitro: RUS Alexander Berezkin |

### Semifinal
| 10 de setembro | El Salvador                  | 3 – 7     | Rússia                                                                                 | Marina de Ravena, Ravena                      |
| 17:00          | Ruiz 7' · Velásquez 17', 20' | Relatório | Shishin 5' · Leonov 5' · Shaykov 9', 19' · Makarov 10' · Eremeev 22' · Gorchinskiy 35' | Público: 5 200 Árbitro: NGA Jelili Ogunmuyiwa |

| 10 de setembro | Brasil                                    | 4 – 1     | Portugal | Marina de Ravena, Ravena                |
| 18:30          | Betinho 14' · Sidney 16', 29' · Bruno 33' | Relatório | Alan 5'  | Público: 5 500 Árbitro: ESP Rubén Eiriz |

### Terceiro lugar
| 11 de setembro | El Salvador                 | 2 – 3     | Portugal                            | Marina de Ravena, Ravena                |
| 17:00          | Alvarado 2' · Velásquez 19' | Relatório | Madjer 6', 25' · Belchior 15' (pen) | Público: 5 500 Árbitro: MAD Said Hachim |

### Final
| 11 de setembro | Rússia | 12 – 8    | Brasil                                                             | Marina de Ravena, Ravena                |
| 18:30          | Shaykov 2', 6' · Leonov 8', 25' · Eremeev 13', 19' · Makarov 15', 20' · Betinho 21' (g.c.) · Shishin 21', 31', 32' | Relatório | André 8' (pen), 11', 30', 33', 34', 35' · Betinho 17' · Sidney 22' | Público: 5 500 Árbitro: ECU José Cortez |

## Premiação
| Campeonato Mundial de Futebol de Areia 2011 |
| Rússia                                      |
| ------------------------------------------- |
| RÚSSIA Campeã (1º título)                   |

| Chuteira de Ouro       | Chuteira de Prata | Chuteira de Bronze  |
| ---------------------- | ----------------- | ------------------- |
| BRA André              | POR Madjer        | SLV Frank Velásquez |
| Bola de Ouro           | Bola de Prata     | Bola de Bronze      |
| RUS Ilya Leonov        | BRA André         | SLV Frank Velásquez |
| Luva de Ouro           |                   |                     |
| RUS Andrey Bukhlitskiy |                   |                     |
| Troféu FIFA Fair Play  |                   |                     |
| Nigéria                |                   |                     |

Fonte: